# Time to Die
Time to Die osmi je studijski album britanskog doom/stoner metal sastava Electric Wizard. Album je 29. rujna 2014. godine objavila diskografska kuća Witchfinder Records. Ovo je najdulji album sastava do danas.

## Popis pjesama
| 1.    | »Incense for the Damned«          | 10:42 |
| 2.    | »Time to Die«                     | 7:49  |
| 3.    | »I Am Nothing«                    | 11:31 |
| 4.    | »Destroy Those Who Love God«      | 3:14  |
| 5.    | »Funeral of Your Mind«            | 7:08  |
| 6.    | »We Love the Dead«                | 9:05  |
| 7.    | »SadioWitch«                      | 4:10  |
| 8.    | »Lucifer's Slaves«                | 8:40  |
| 9.    | »Saturn Dethroned« (instrumental) | 3:07  |
| 65:26 |                                   |       |

## Recenzije
Thom Jurek, glazbeni kritičar sa stranice AllMusic, dodijelio je albumu tri od pet zvjezdica te je komentirao: "Što se više stvari mijenjaju, to one tvrdoglavo ostaju iste u svijetu Electric Wizarda. Time to Die označava dodatne promjene u postavi jer se grupi vratio izvorni bubnjar Mark Greening (kojeg je kasnije zamijenio bubnjar kojeg je on sam zamijenio, Simon Poole). U postavi također nedostaje basist ("Count Orlof" koji se spominje u knjižici albuma zapravo je Justin Oborn); Clayton Burgess trenutni je basist skupine. Nakon [...] riftastičnih avantura na Black Massesu iz 2010., Time to Die povratak je sporijim, upornim groove dionicama inspiriranih doom metalom koje su okarakterizirale raniju inkarnaciju sastava. Ovaj set sastoji se od nekolicine vrlo dugačkih improvizacija. Uvodna skladba, "Incense for the Damned", traje gotovo 11 minuta i nudi jednu od najmizantropičnijih izjava grupe do danas -- što govori dosta. Usred improviziranja na gitarama dubokih štimunga, koje izvode Liz Buckingham i Oborn, nalaze se dokumentarni zvukovni uzorci preuzeti iz cirkusa vijesti koje su 1984. pratile priču o ozloglašenom Rickyju Kasu koji je, pod utjecajem halucinogenih droga, ubio drugog mladića tijekom navodnog sotonističkog rituala u šumi na Long Islandu. Kad je bio uhapšen, nosio je majicu s logotipom AC/DC-a. Vijesti su podivljale s insinuacijama da je heavy metal utjecao na zločin. EW slavi nasilni nihilizam čina: "Like Caligula is how I would treat this world if it were mine… (Da je ovo moj svijet, tretirao bih ga kao Kaligula)". Znate kako to ide, ovo je samo sitan dodatak na ekstreman, otupljujući šok. "I Am Nothing" traje preko jedanaest i pola minuta. Započinje [...] improvizacijom distorziranih gitara i obrađene, gotovo ratničke bubnjarske dionice; toliko podsjeća na Black Sabbath da je gotovo klišej, ali se promijeni tijekom refrena prije nego što ponovno uđe u tup udarac gotovo beskrajnog ponavljanja. Audio feedback, savijene G žice i fillovi na malim i tom-tom bubnjevima stvaraju čudovišan groove. Backmaskirani efekti koji okružuju Obornove vokale u ubrzanijoj "Funeral of Your Mind" pomućeni su ogromnim wah-wah gitarskim dionicama -- i posuđenim glazbenim djelićem iz interludija u pjesmu "Psychonaut". "We Love the Dead" sa svojim je orguljama i disonantnim gitarskim harmonijama sporija od bilo čega drugog na ovom albumu [...]. Time to Die nije Dopethrone; dobit ćete samo jedan takav album. Ali njegova je razgažena rifologija dovoljna za povratak osnovama da bi se otuđeni puristi mogli vratiti u EW-ov odjel."

## Zasluge
| Electric Wizard - Jus Oborn – bas-gitara (pod pseudonimom "Count Orlof"), vokali, gitara, produkcija - Liz Buckingham – gitara - Mark Greening – bubnjevi, udaraljke | Ostalo osoblje - Liam Watson – snimanje - Chris Fielding – miksanje - James Plotkin – mastering |